# Gemensamma resezonen
|  | Gemensamma resezonen |

|  | Schengenområdet |

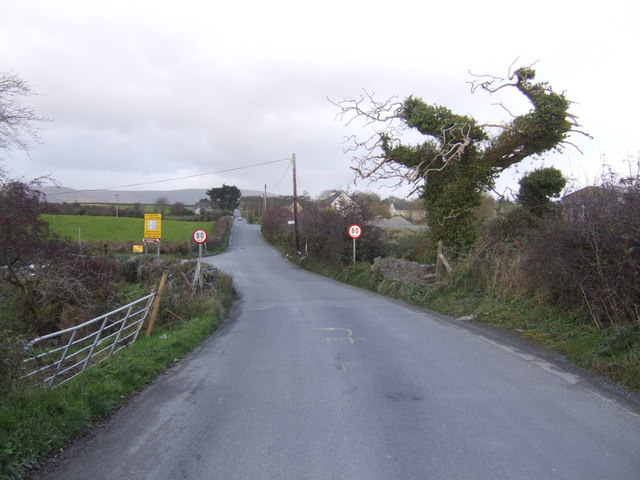
Irländska landgränsen. Här går den vid trädet. Vid större vägar finns oftast skyltning som mer eller mindre tydligt visar på gränsen, men vanligen inte vid mindre vägar.

Den gemensamma resezonen (engelska: Common Travel Area, CTA) är en passunion mellan Irland, Storbritannien, Isle of Man och Kanalöarna. Inom resezonen finns inga eller mycket begränsade gränskontroller. Undantaget är vid ankomst till Irland med flyg, då samtliga som landar på en irländsk flygplats gå igenom passkontroll. För båtresor mellan länderna genomför ofta rederierna identitetskontroller. Brittiska och irländska medborgare behöver formellt inte kontrolleras, men de måste visa medborgarskapet eller åtminstone göra det sannolikt via en brittisk eller irländsk identitetshandling. Vissa flygbolag godtar endast pass eller nationella ID-kort från EU-länder mellan Storbritannien och Irland, och det rekommenderas pass vid inresa i Irland för alla. Vid irländska landgränsen finns inga fasta gränskontroller, men det kan vara sporadiska kontroller vid inresa i Irland. Det finns nästan 200 allmänna vägar som korsar gränsen. För flyg mellan Storbritannien och Nordirland (och i princip för allt inrikesflyg) finns fasta identitetskontroller, och för båtar mer sporadiska sådana, men alla inhemska identitetshandlingar godkänns. Schengenvisum gäller inte i den gemensamma resezonen (vilket är en anledning för Storbritannien att inte gå med i Schengen, förutom huvudskälet att avsaknaden av landgräns med bilväg gör det lättare att ha kontroller). Storbritannien och Irland accepterar i huvudsak inte varandras visum. Gibraltar (som har den enda landgränsen med väg mellan Storbritannien och Schengenområdet) och Storbritanniens utomeuropeiska territorier ingår inte i den gemensamma resezonen.

## Historia
Irland lämnade Storbritannien och bildade en egen självständig stat 1922. En informell överenskommelse gjordes mellan länderna att inte införa gränskontroller.
Under andra världskriget infördes kontroller på sina håll, och även passkontroller för båtar mellan Storbritannien och Nordirland. Dessa fortsatte tills 1952.
Under 1970/1980/1990-talet var det fasta identitetskontroller på den nordirländska sidan, på grund av konflikten på Nordirland, och många mindre vägar var stängda.
En formellt avtal skrevs mellan länderna 2011 om den gemensamma resezonen och om gränskontrollsamarbete, som dock fortfarande kan sägas upp av ena parten. Under Coronapandemin 2020 införde Irland två veckors egenkarantän (där man inte fick gå till arbetet) för alla inresande inklusive från Storbritannien utom Nordirland, med vissa undantagna personer. Storbritannien införde ingen sådan regel för irländare.

## Relation till EU-fördragen och Schengensamarbetet
Storbritannien fick enligt EU:s fördrag upprätthålla systematiska gränskontroller gentemot de andra medlemsstaterna, och deltar följaktligen inte fullt ut i Schengensamarbetet. Det är full identitetskontroll via pass eller nationellt id-kort från EU-länder vid inresa till Storbritannien. EU-fördragen tillåter även Storbritannien och Irland att komma överens om inbördes arrangemang rörande fri rörlighet för personer mellan sina territorier i enlighet med samarbetet kring den gemensamma resezonen. Så länge sådana arrangemang förekommer får även Irland upprätthålla gränskontroller mot övriga medlemsstater.
Storbritanniens utträdde ur EU 1 februari 2020, men utträdesavtalet säger att EU-rätten gäller för och gentemot Storbritannien under en övergångsperiod, till en början fram till och med den 31 december 2020. Gemensamma resezonen bygger på mellanstatliga överenskommelser mellan Irland och Storbritannien och väntas fortsätta existera även efter övergångsperioden. Tullkontroll vid landgränsen är en annan fråga och kan mycket väl komma utan att gränskontroller anordnas.